# GWR Classe 5700
Le GWR Classe 5700 (o classe 57xx, in inglese GWR 5700 Class) erano delle locomotive a vapore dal serbatoio a bigoncia (pannier tank) di rodiggio 0-6-0 costruite per la Great Western Railway (GWR) e le British Railways (BR) tra il 1929 e il 1950.
Con 873 locomotive costruite, è stata la classe di locomotive più prolifica della GWR, e una delle più numerose classi di locomotive inglesi.

## Progettazione
Il primo lotto di 300 locomotive costruite tra il 1929 e il 1931 avevano un fumaiolo di altezza media, una cupola, una valvola di sicurezza con coperchio e una cabina chiusa. Erano simili all'aspetto e al design alle vecchie locomotive di rodiggio 0-6-0 ricostruite come locomotive dal serbatoio a bigoncia, soprattutto quelle della Classe 1854. Alle Classe 5700 avevano assegnato come colore il blu, ed erano nel gruppo di potenza C. 

### Aggiunte successive
Tra il 1936 e il 1942 vennero fatte alcune modifiche alle locomotive Classe 5700:
- nel 1936, venne aggiunto uno "scudo" davanti al fischio per evitare che il suo vapore finisse sopra i finestrini della cabina, impedendo la visibilità[1];
- sempre nel 1936, vennero aggiunti sul lato di sinistra, quello del fuochista, dei gradini e una barra per facilitare il raggiungimento del tender al fuochista;
- nel 1937, vennero installate nuove porte e serrande alle locomotive più vecchie;
- nel 1938, vennero installati degli "scudi" più grandi davanti ai fischietti;
- nel 1942, venne introdotto un nuovo tipo di alimentazione dall'alto.

Tutte queste migliorie, eccetto l'alimentazione dall'alto, vennero aggiunte anche sugli esemplari più vecchi.

## Costruzione

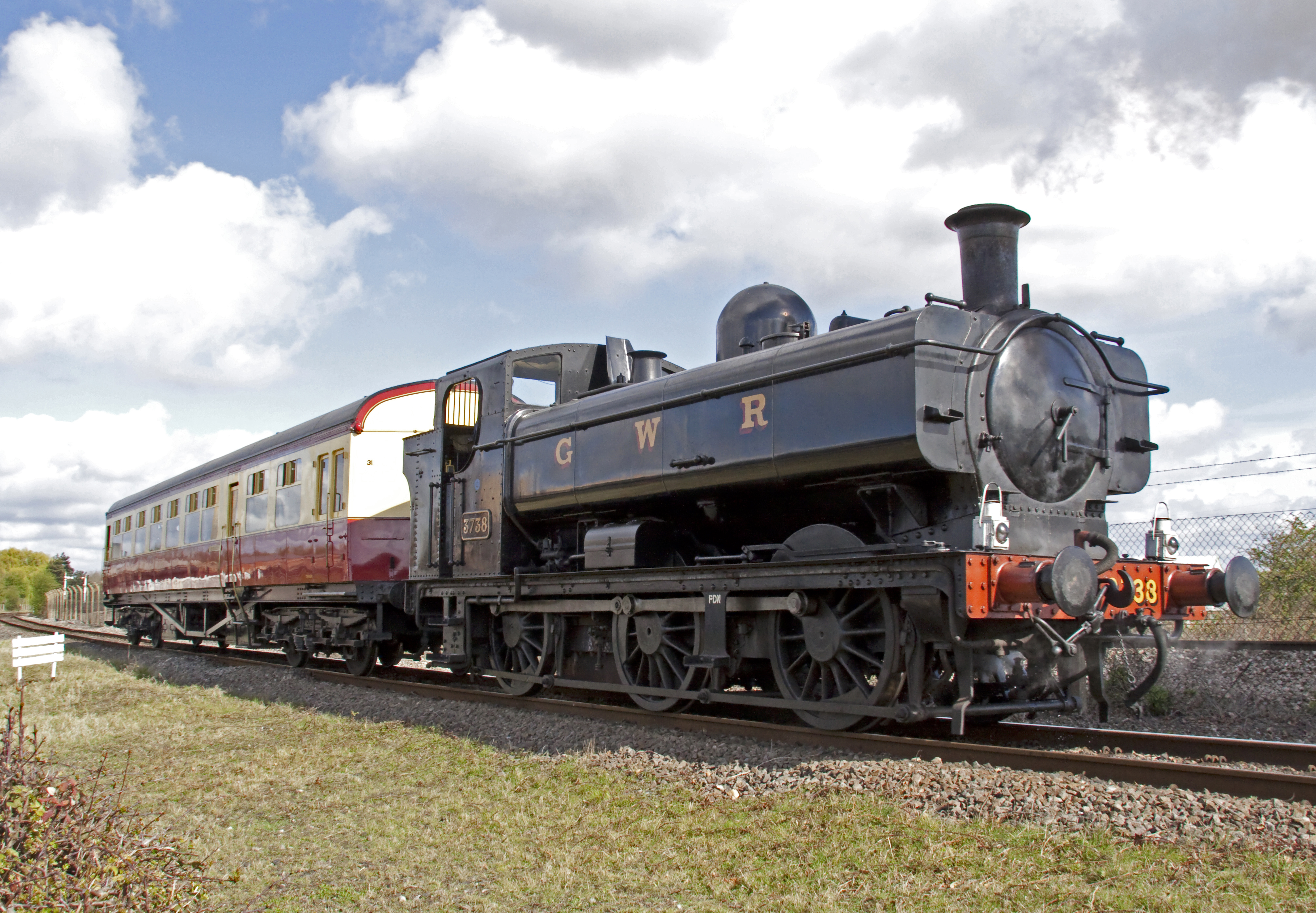
Una locomotiva GWR Classe 5700 al Didcot Railway Centre di Didcot

Le prime locomotive Classe 5700 del 1929 vennero costruite alla North British Locomotive Company, per poi spostarsi, più avanti nell'anno, agli Swindon Railway Works di Swindon. Tra il '29 e il '31, vennero costruiti circa 300 esemplari di locomotive Classe 5700, di cui 50 costruite direttamente dalla GWR, e le altre da appaltatori esterni, cioè:
- Armstrong Whitworth, 25 esemplari
- W. G. Bagnall, 50 esemplari
- Beyer, Peacock and Company, 25 esemplari
- Kerr, Stuart and Company, 25 esemplari
- North British Locomotive Company, 100 esemplari
- Yorkshire Engine Company, 25 esemplari

Era insolito dalla GWR far costruire locomotive ad appaltatori esterni, ma non senza precedenti; infatti, la Armstrong Whitworth costruì circa 500 esemplari della Classe 5600. Questo programma di costruzione fu in parte finanziato dal governo, con prestiti senza interessi destinati ad alleviare la disoccupazione nella Grande depressione. Inoltre, regole contabili più severe che aumentavano la distinzione tra costi di costruzione e di manutenzione resero conveniente economicamente costruire nuove locomotive piuttosto che riparare quelle vecchie.

## Utilizzo dopo le British Railways
Diciannove locomotive 5700 furono vendute per un ulteriore utilizzo dopo essere state ritirate dal servizio dalle British Railways. Il National Coal Board (NCB) ne acquistò cinque, una fu acquistata dalla P.D. Fuels e tredici dalla London Transport.

### London Transport

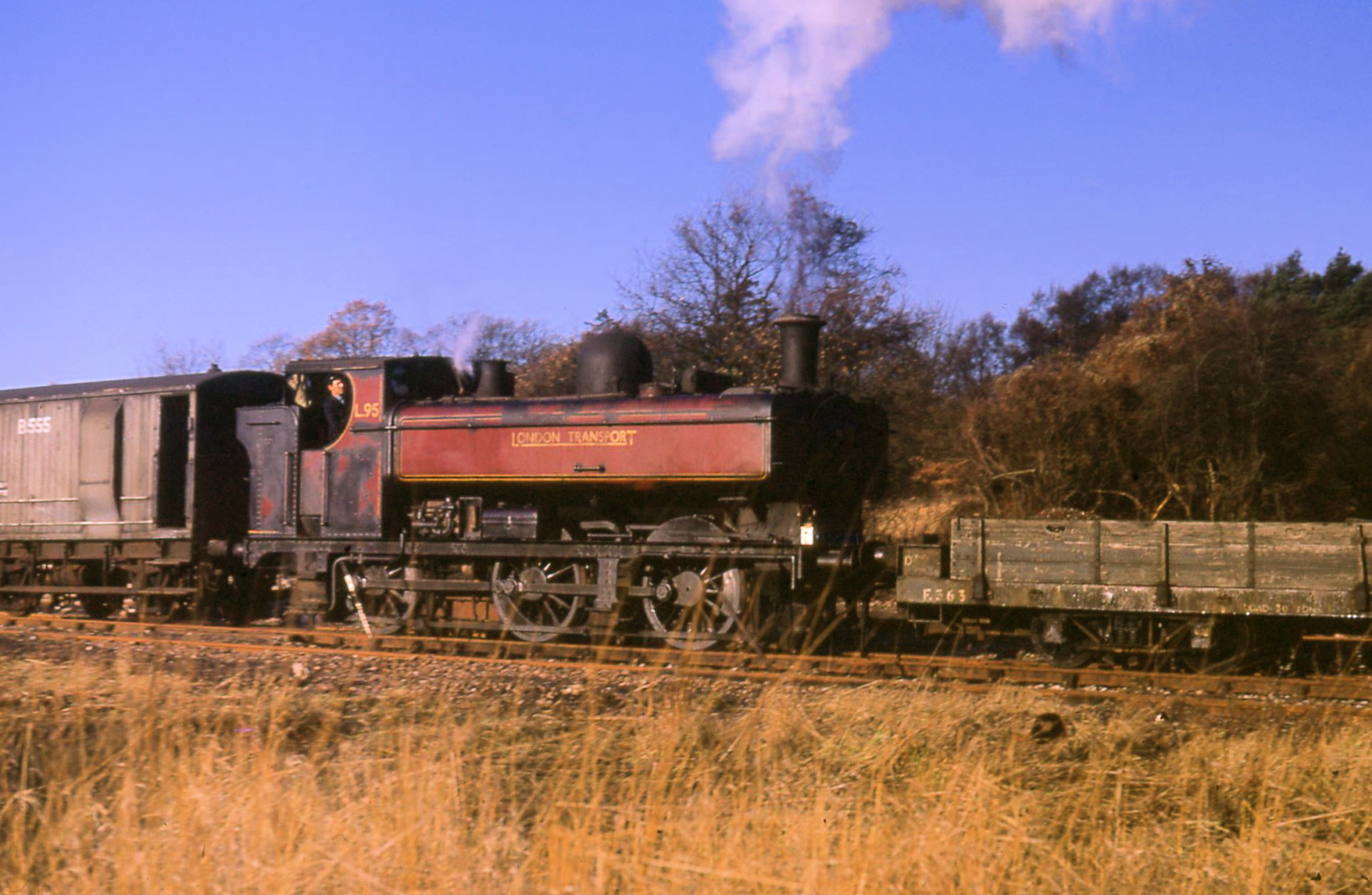
LT No. L95, 40 anni, effettua uno smistamento a Croxley Tip nell'autunno del 1969

Sebbene la rete della Metropolitana di Londra fosse stata elettrificata da molti anni (l'allora Metropolitan Railway fu elettrificata nel 1905), un piccolo numero di locomotive a vapore fu mantenuto per l'ingegneria ed il trasporto di pietrisco. Negli anni '50, le locomotive avevano ormai superato il loro periodo migliore e risultavano costose da mantenere, e il previsto quadruplicamento di parte della linea Metropolitan avrebbe richiesto locomotive affidabili. La London Transport prese in considerazione la possibilità di sostituire la flotta a vapore con locomotive da manovra diesel e aveva anche testato (senza successo) una locomotiva Classe J52 della Great Northern Railway nel 1955.
La prima locomotiva Classe 5700, la n. 7711, fu sottoposta a prove da gennaio ad aprile 1956, inizialmente in servizio tra Finchley Road e Baker Street. Furono necessarie modifiche alla cabina per aumentare lo spazio libero e alle valvole dei freni a tripcock dopo aver riscontrato problemi durante la retromarcia. Furono inoltre installate delle tendine in cabina per ridurre il fumo e i vapori nelle gallerie.

### National Coal Board
Tra il 1959 e il 1965, il National Coal Board (NCB) acquistò cinque locomotive Classe 5700 dalla BR per utilizzarle nelle miniere del Galles del sud, continuando la tradizione della GWR di vendere locomotive-tender ritirate dal servizio alla NCB. Le locomotive mantennero i loro numeri BR. Le locomotive NCB non ricevettero manutenzione per soddisfare gli standard della GWR e furono portate a fine vita, risparmiando il costo di costose revisioni.

## Conservazione
Sedici locomotive della classe 5700 sono state conservate, di cui metà appartiene alla Classe 5700 originale e l'altra metà alla sottoclasse 8750. Undici appartengono alla classe 5700 costruita a Swindon, mentre le restanti cinque provengono da appaltatori esterni. Delle sedici locomotive, cinque sono attualmente operative. Quattro locomotive della classe hanno prestato servizio su treni della linea principale: la 7715, la 7752, la 7760 e la 9600. Al 2020, nessuna delle locomotive è certificata per il servizio su una linea principale: la 7715, la 7752, la 7760 e la 9600 sono fuori servizio in attesa di revisione. Due locomotive sono in mostra statica e due in magazzino. Sei locomotive sono in fase di manutenzione o in attesa di manutenzione. Una locomotiva, la n. 9629, è in fase di restauro e non è stata utilizzata da quando è stata inviata al deposito di rottami di Barry nel 1965.
Diverse locomotive acquistate dalla London Transport, che erano state manutenute dalle British Railways, erano ancora in condizioni di marcia e sono state utilizzate su ferrovie storiche con interventi minimi. La locomotiva 5764 è stata messa in servizio il giorno del suo arrivo a Bridgnorth, sulla Severn Valley Railway, essendo stata scaldata prima di essere scaricata dal vagone a pianale ribassato su cui era stata consegnata. A giugno 2018, le n. 7752 (LT L94) e 5786 (LT L92) sono visibili in circolazione con la livrea marrone della London Transport, ma la n. 7715 (LT L99) è attualmente fuori servizio.

## Nelle opere di finzione
Le locomotive della Classe 5700 sono apparse anche in film e serie, cioè:
- nel film Quella fantastica pazza ferrovia, appare la locomotiva numero 5775, pitturata in marrone e con la scritta GN&SR (Great Northern & Southern Railway)[5];
- nella serie letteraria The Railway Series del reverendo Wilbert Vere Awdry, e nel suo adattamento televisivo Il trenino Thomas. Nei libri, Duck è la locomotiva 5741 della GWR[5][6], e nella serie televisiva è il numero 8. Nella vita reale, la locomotiva 5741 è stata rottamata il 31 maggio 1958[7].
- nell'adattamento televisivo della BBC del 1976 del racconto di Charles Dickens, Il segnalatore, dove appare la locomotiva numero 5764.